# Mirosław Nenkow
Mirosław Nenkow Nenkow, bułg. Мирослав Ненков Ненков (ur. 15 marca 1969 w Sofii) – bułgarski lekarz anestezjolog i transplantolog, w 2014 minister zdrowia.

## Życiorys
Pracował początkowo jako sanitariusz. W 1995 ukończył studia w Wyższym Instytucie Medycznym w Sofii, specjalizował się w zakresie anestezjologii i intensywnej terapii, ukończył też kursy z transplantologii. Jako lekarz zawodowo związany z różnymi szpitalami w Sofii, zajmował się m.in. koordynacją transplantacji. Od 2009 kierował oddziałem intensywnej terapii i transplantologii w wojskowym instytucie medycznym w Sofii. Udzielał się także jako komentator w radiu i prasie.
Od marca do maja 2013 wiceminister zdrowia odpowiedzialny za politykę lekową. Od sierpnia do listopada 2014 był ministrem zdrowia w rządzie Georgiego Bliznaszkiego. Objął wówczas także stanowisko przewodniczącego komisji trójstronnej. W maju 2017 ponownie został wiceministrem zdrowia; odszedł z resortu jeszcze w tym samym roku.

## Życie prywatne
Żonaty z anestezjolog Daniełą Gyłybową, ma córkę. Uczestnik improwizowanych występów scenicznych.